# Prionolabis odai
Prionolabis odai là một loài ruồi trong họ Limoniidae. Chúng phân bố ở miền Cổ bắc.